# Tifoseria del Calcio Padova

In questa voce sono riportate informazioni relative alla storia ed evoluzione della tifoseria del Calcio Padova, società calcistica italiana con sede a Padova.

Ultras del Calcio Padova allo stadio Silvio Appiani.

## Tifoseria organizzata
Il primo club ufficiale al seguito del Padova, "La Rumorosa", nacque nel 1930 presso il bar Missaglia, in centro città. Al 1979 risale invece la fondazione del primo gruppo di ultras, il "Magico Padova", per opera di Francesco Zambolin (a tutti i tifosi padovani noto come "Sivori"). Tale club, nel frattempo progressivamente strutturatosi, nel 1981 venne ribattezzato i "Leoni della Nord". In seguito vennero fondati gli "ACP 1910 - Ultras Padova", la "Juventude PD" ed il "Fronte Opposto", questi ultimi schierati politicamente ad estrema destra.
In passato sono esistiti molti altri gruppi, tra i quali lo storico gruppo degli "HAG - Hell's Angels Ghetto", che per vari motivi oggi non esistono più o si sono fusi dando vita ad altri gruppi. Nel 2014 nasce la sigla "Educazione Padovana". 
Il Padova ha potuto vantare al seguito un gruppo composto esclusivamente da militanti donne, le "Galline Padovane".

### Cronologia
1975 - Nascita del Magico Padova
1975 - Nascita dei Leoni della Nord
1976 - Nascita degli Hell's Angels Ghetto
1995 - Nascita dei Juventude
2001 - Nascita del ACP 1910
2001 - Nascita del Fronte Opposto
2014 - Nascita di Educazione Padovana
2016 - Nascita degli U PD

## Gemellaggi e rivalità

### Gemellaggi[3]
| - Modena (1982-1984) - Bologna (1984-1992) - Palermo (dal 1984) |

### Amicizie
| - Vicenza (1977-1979) |

Il gruppo ultras Hell's Angels Ghetto.

I primi esempi di amicizia si hanno tra il 1977 e il 1979 con il Vicenza, all'epoca militante in Serie A: alcuni supporter del Padova (non ancora però effettivamente legati a qualche gruppo organizzato) erano soliti recarsi allo stadio Romeo Menti per assistere alle partite della massima serie in compagnia dei tifosi del Lanerossi, con i quali avevano instaurato dei buoni rapporti. Tuttavia il 6 maggio 1979, in occasione della sfida che opponeva i padroni di casa Berici alla Juventus, alcuni sostenitori patavini si unirono in curva ospiti al tifo bianconero; i tifosi vicentini, per ripicca, la stagione successiva si presentarono allo stadio Silvio Appiani a fianco dei supporter del Venezia, sicché da qui in avanti l'amicizia si trasformò in un'aspra rivalità che, nel corso degli anni, vide anche reciproci furti di striscioni.
I tifosi del Palermo sono gli unici gemellati con quelli del Padova; questo gemellaggio nasce nella stagione 1983-1984 ed ha resistito a tutti i ricambi generazionali delle due tifoserie. Tutto nacque nei primi anni 1980, quando cinque tifosi della curva nord dell'Appiani si recarono in vacanza al mare, in Sicilia, dove conobbero alcuni ultras della squadra rosanero, membri dei "Commandos Aquile". Memori di questo incontro estivo, in occasione di Padova-Palermo il 20 novembre 1983, le due tifoserie strinsero un'amicizia che venne “ripescata” dai giovani di Piazza Cavour nella stagione 1991-1992, quando le due squadre tornarono ad affrontarsi dopo sette stagioni, durante le quali il rapporto si era un po' affievolito. In quell'anno però, complice il ritorno del Palermo in Serie B, i tifosi biancoscudati ricominciarono a coltivare l'amicizia con i rosanero, accomunati dalle medesime posizioni politiche: l'8 dicembre 1991 nasce dunque ufficialmente il secondo e vero gemellaggio della storia patavina.
Altri rapporti di amicizia non ufficiali ci sono poi con le tifoserie della Torres e del Varese. In passato ha avuto rapporti di amicizia con le tifoserie della Civitanovese, negli anni 1970, e del Campobasso, negli anni 1980. Negli ultimi tempi la tifoseria patavina ha stretto una forte amicizia con i tifosi dell'Ascoli e con gli inglesi del Leeds United.

### Rivalità
Nei primi anni '80 alcuni ultras biancoscudati si recarono varie volte allo stadio Marcantonio Bentegodi di Verona per assistere alle partite di Serie A dell'Hellas. Ne nacque presto un'amicizia (tuttavia mai trasformatasi in gemellaggio ufficiale) favorita dall'odio sportivo verso la squadra vicentina e anche dal comune sentire politico di molti esponenti delle due curve, vicino a posizioni di estrema destra. Il 31 dicembre 1984 tuttavia, in seguito ad un'amichevole giocatasi all'Appiani che vide i biancoscudati prevalere sugli scaligeri per 5-0, scoppiò una grossa rissa tra le due tifoserie, originata dai cori di scherno rivolti dai supporters biancoscudati ai tifosi veronesi.
Nel 1984, in nome della comune rivalità con il Lanerossi, i tifosi del Padova si gemellarono con la tifoseria del Bologna. Sul finire degli anni 1980, però, in entrambe le curve avvenne un notevole cambio generazionale. Per questi motivi l'amicizia iniziò a scricchiolare sempre di più sino alla stagione 1991-1992, quando il sodalizio di comune accordo non venne più rinnovato.
Il 17 gennaio 1982 nacque il sodalizio tra i "Leoni della Nord" e i tifosi del Modena. Questo rapporto, tuttavia, non resistette a lungo, poiché nel 1984 il Padova si gemellò con il Bologna, acerrimo rivale dei canarini. In risposta i modenesi si schierarono con i veneziani.
Altre importanti rivalità sentite dalla tifoseria biancoscudata sono con quelle di Cesena, Mantova, SPAL,  Cremonese e  Reggiana . Queste ultime due tifoserie sono legate da uno storico gemellaggio con la tifoseria del Vicenza.
Ulteriori rapporti di rivalità si hanno con le tifoserie di Triestina, Modena,  Pescara, Brescia, Parma, Spezia e Alessandria.
Screzi minori sussistono con Genoa, Avellino, Catania,  Catanzaro , Cosenza,  Foggia, Pistoiese, Treviso,  Mestre, Pisa  e  Lecco.